# Sematophyllum chlorocormum
Sematophyllum chlorocormum là một loài Rêu trong họ Sematophyllaceae. Loài này được (Müll. Hal.) W.R. Buck, S.P. Churchill & I. Sastre miêu tả khoa học đầu tiên năm 1987.